# Ibn al-Furat
Nāṣir al-Dīn Muḥammad b. ʿAbd al-Raḥīm b. ʿAlī al-Miṣrī al-Ḥanafī (1334–1405), más conocido como Ibn al-Furāt, fue un historiador egipcio, famoso por su historia universal, Taʾrīkh al-duwal wa 'l-mulūk ("Historia de las Dinastías y Reinos"). El trabajo quedó inacabado (solo llegó a completar los volúmenes que tratan los años posteriores a 1106) y sobrevive en fragmentos del manuscrito de autógrafo original, mayoritariamente preservado en Viena.
No fue ampliamente apreciado o diseminado entre sus contemporáneos o entre historiadores musulmanes más tardíos, pero su obra vivió un renacer entre académicos modernos debido a su alto nivel alto y el uso verbatim de una gran variedad de fuentes, incluyendo a cristianos y chiíes que los autores mayoritarios suníes evitaban por considerar sospechosos. Algunos de estas fuentes sobreviven solo a través de las citas de Ibn al-Furat  .

## Obras
- Ibn al-Furat (1971).  Jonathan Riley-Smith, ed. Ayyubids, Mamlukes and Crusaders: Text 1. Translation by Malcolm Cameron Lyons, Ursula Lyons. W. Heffer.
- Ibn al-Furat (1971).  Jonathan Riley-Smith, ed. Ayyubids, Mamlukes and Crusaders; selections from the Tarikh al-duwal wa'l-Muluk 2. Translation by Malcolm Cameron Lyons, Ursula Lyons. Cambridge: W. Heffer.
- Ibn al-Furat; le Strange (1900). «The Death of the Last Abbasid Caliph, from the Vatican MS. of Ibn al-Furat». Journal of the Royal Asiatic Society 32: 293–300.